# David Eppstein
David Arthur Eppstein (nacido en 1963) es un científico informático y matemático estadounidense. Es profesor distinguido de informática en la Universidad de California, Irvine. Es conocido por su trabajo en geometría computacional, algoritmos de grafos y matemáticas recreativas. En 2011, fue nombrado ACM Fellow (becario de Association for Computing Machinery).

## Biografía
Nacido en Windsor, Inglaterra, en 1963, Eppstein recibió una licenciatura en Matemáticas de la Universidad de Stanford en 1984, y más tarde una maestría (1985) y un doctorado (1989) en ciencias de la computación de la Universidad de Columbia, luego de lo cual tomó un puesto postdoctoral en el Xerox Palo Alto Research Center. Se incorporó a la facultad de UC Irvine en 1990 y fue copresidente del Departamento de Ciencias de la Computación de 2002 a 2005. En 2014, fue nombrado Profesor del Rectorado. En octubre de 2017, Eppstein fue uno de los 396 miembros elegidos como miembros del Consejo de la Asociación Estadounidense para el Avance de la Ciencia.
Eppstein también es un fotógrafo digital aficionado.

## Intereses de investigación
En ciencias de la computación, la investigación de Eppstein ha incluido trabajos sobre árboles de expansión mínimos, caminos más cortos, estructuras de datos de grafos dinámicos, coloración de grafos, dibujo de grafos y optimización geométrica. Ha publicado también en áreas de aplicación como el mallado de elementos finitos, que se utiliza en diseño de ingeniería, y en estadística computacional, particularmente en estadísticas robustas, multivariantes y no paramétricas.
Eppstein se desempeñó como presidente del programa de la pista teórica del Simposio ACM sobre geometría computacional en 2001, presidente del programa del Simposio ACM-SIAM sobre Algoritmos Discretos en 2002 y copresidente del Simposio Internacional sobre Dibujo de Grafos en 2009.

## Publicaciones seleccionadas
- Goldwasser, S.; IEEE Computer Society. Technical Committee on Mathematical Foundations of Computing (1994). 35th Annual Symposium on Foundations of Computer Science : proceedings ; November 20-22, 1994, Santa Fe, New Mexico. IEEE Press. ISBN 9780818665806. OCLC 768062831. Consultado el 12 de marzo de 2021.
- Eppstein, David; Galil, Zvi; Italiano, Giuseppe F.; Nissenzweig, Amnon (1 de septiembre de 1997). «Sparsification—a technique for speeding up dynamic graph algorithms». Journal of the ACM 44 (5): 669-696. ISSN 0004-5411. doi:10.1145/265910.265914. Consultado el 12 de marzo de 2021.
- Amenta, Nina; Bern, Marshall; Eppstein, David (1 de marzo de 1998). «The Crust and the β-Skeleton: Combinatorial Curve Reconstruction». Graphical Models and Image Processing (en inglés) 60 (2): 125-135. ISSN 1077-3169. doi:10.1006/gmip.1998.0465. Consultado el 12 de marzo de 2021.
- Bern, Marshall; Eppstein, David (1 de enero de 1995). Computing in Euclidean Geometry. Lecture Notes Series on Computing. Volume 4. WORLD SCIENTIFIC. pp. 47-123. ISBN 978-981-02-1876-8. doi:10.1142/9789812831699_0003. Consultado el 12 de marzo de 2021.

### Libros
- Eppstein, David; Ovchinnikov, Sergei (2008). Media Theory : Interdisciplinary Applied Mathematics. (Primera edición). ISBN 3-642-09083-4. OCLC 990753148. Consultado el 12 de marzo de 2021.